# 第31战斗攻击机中队
VFA-31（英語：VFA-31 or Strike Fighter Squadron 31）或称第31战斗攻击机中队，绰号：雄猫，是美国的一支驻扎于弗吉尼亚州奥西安纳海军航空站的美国海军的攻击战斗机中队。目前正在使用的作战飞机为F/A-18E超级大黄蜂战斗攻击机，其通信呼号兼昵称为“菲力克斯”。这支“雄猫”中队是迄今为止美国海军现今服役的中队中第二古老的海军攻击战斗机中队。

## 画廊

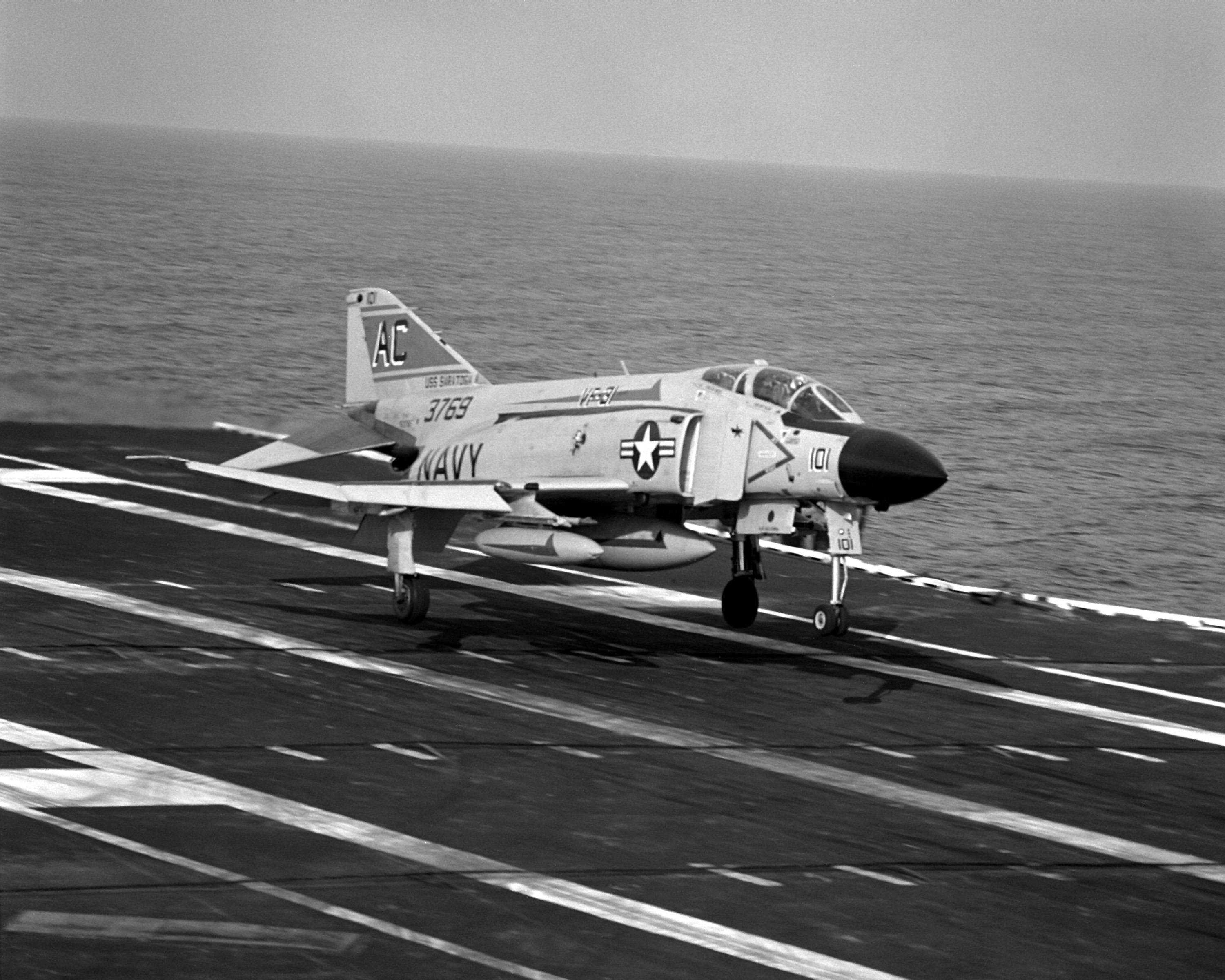
一架隶属VF-31的F-4J“鬼怪II”准备降落在萨拉托加号航空母舰 (CV-60)上。

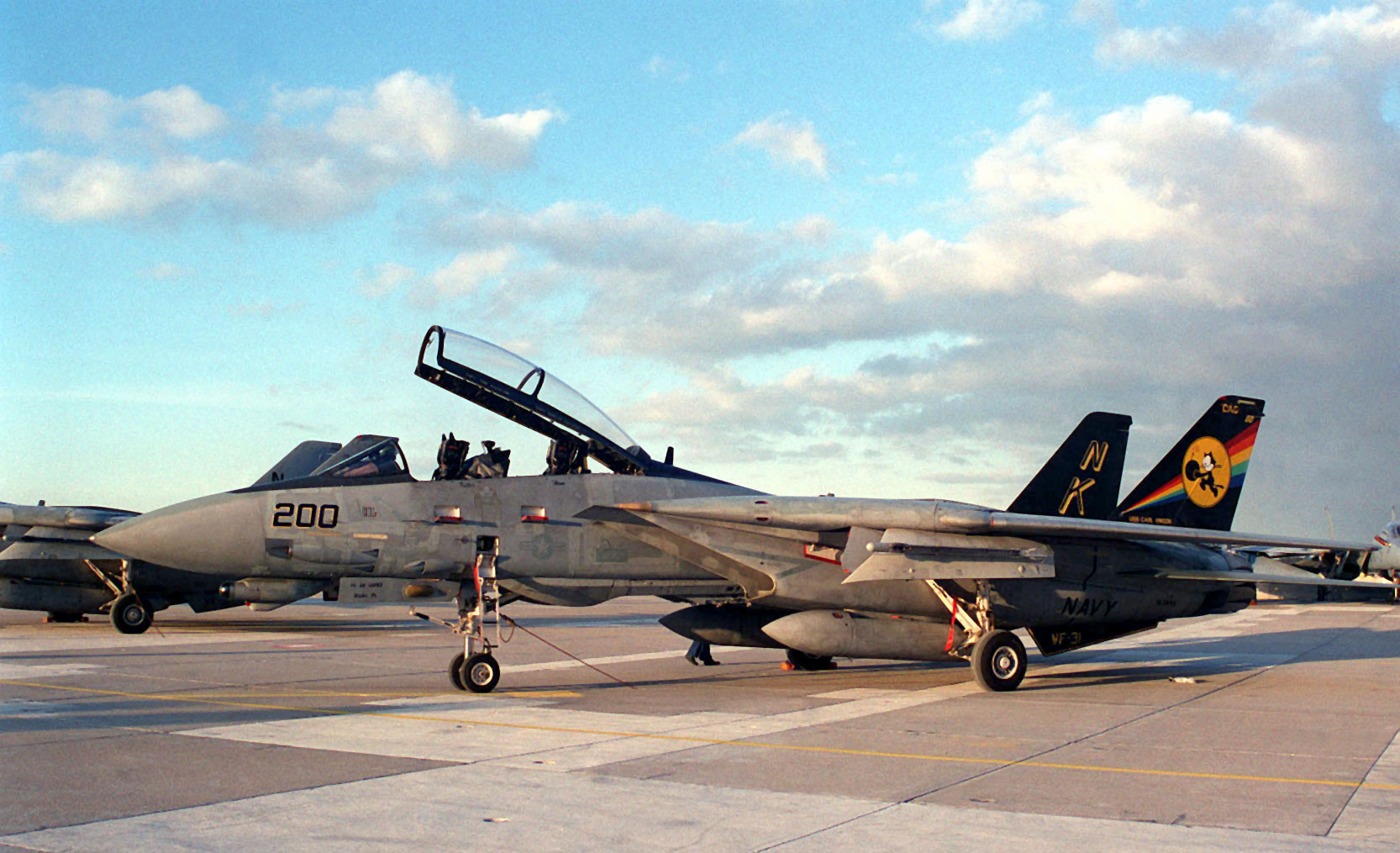
一架VF-31中队的F-14D“雄猫”停泊于奥西安纳海军航空站。

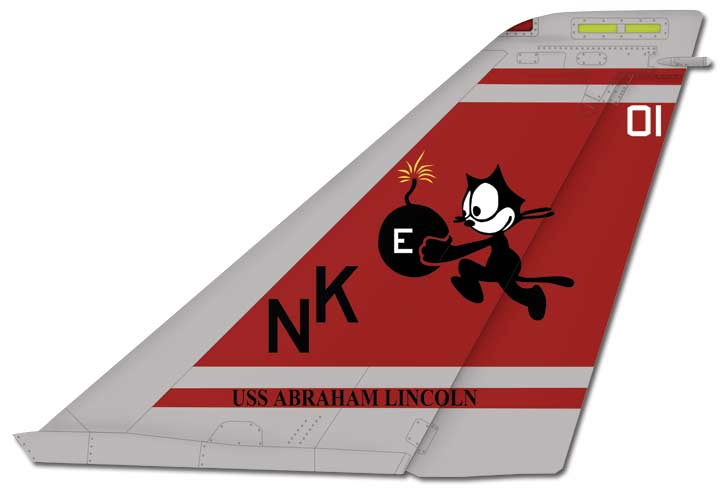
VF-31 F-14尾部标记（高视涂装）

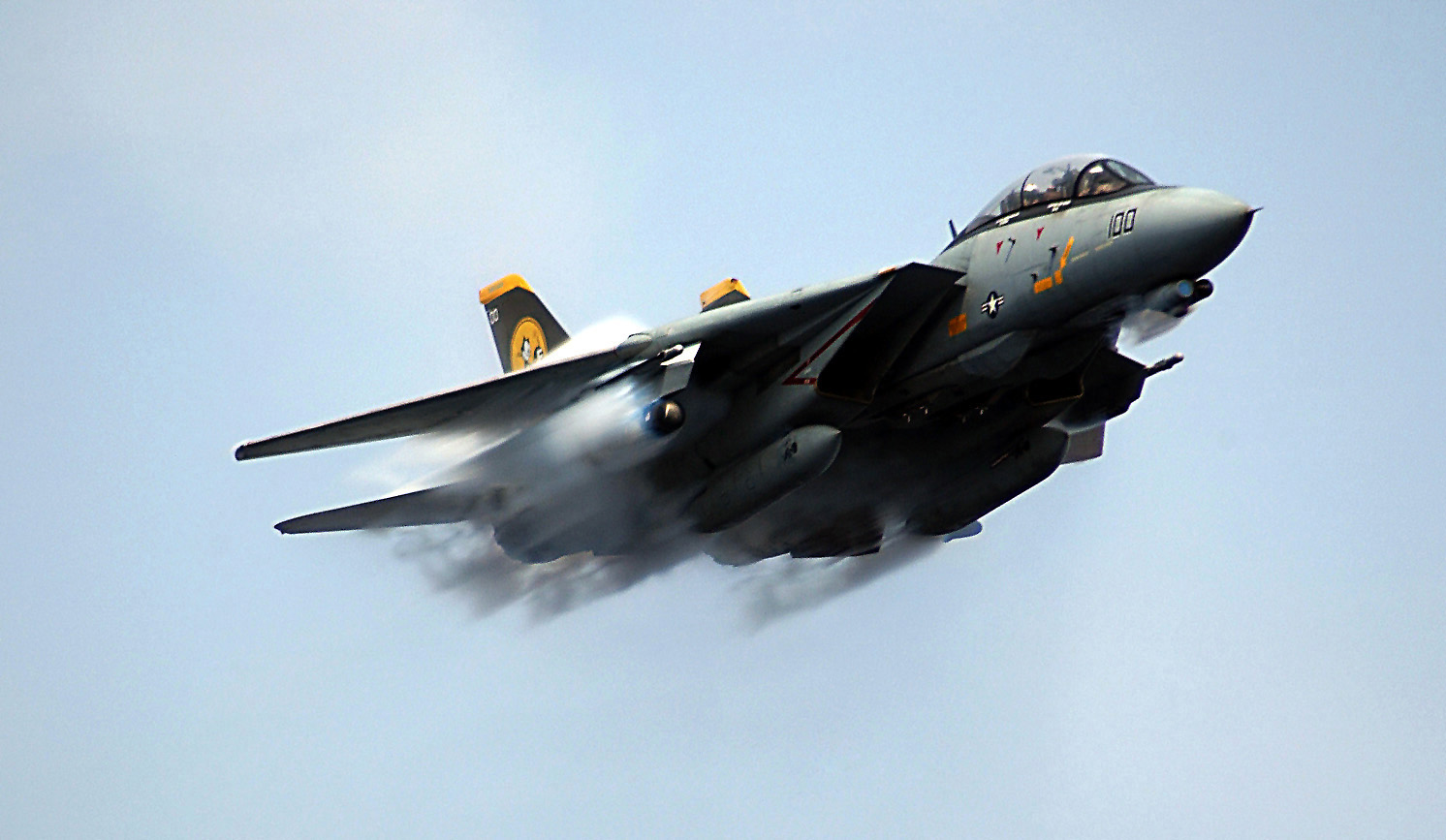
一架F-14D在接近超音速时低空飞跃于西奥多·罗斯福号航空母舰上。

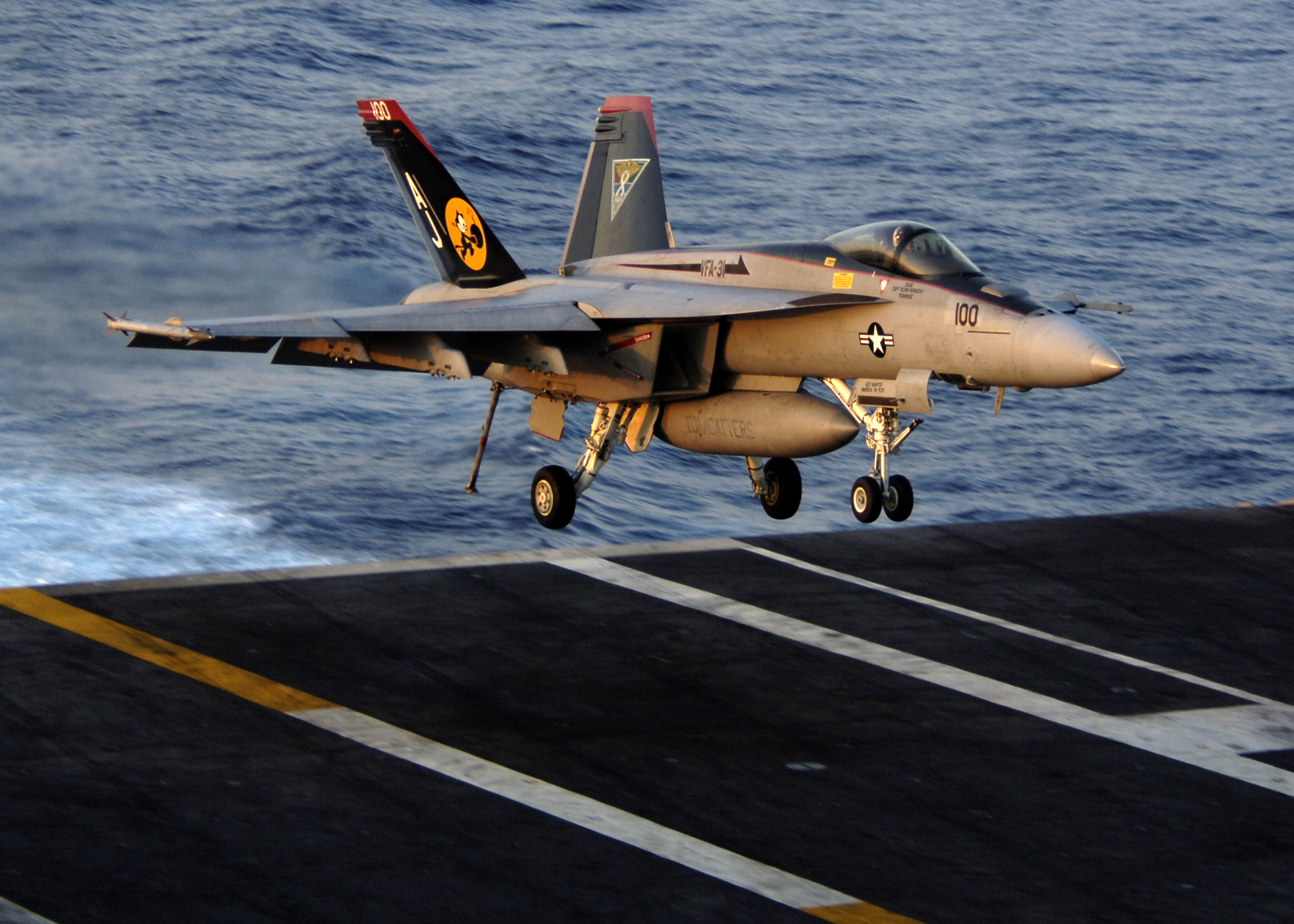
一“只”“菲利克斯猫”F/A-18E“超黄蜂”正在进行一个拦捕着陆动作

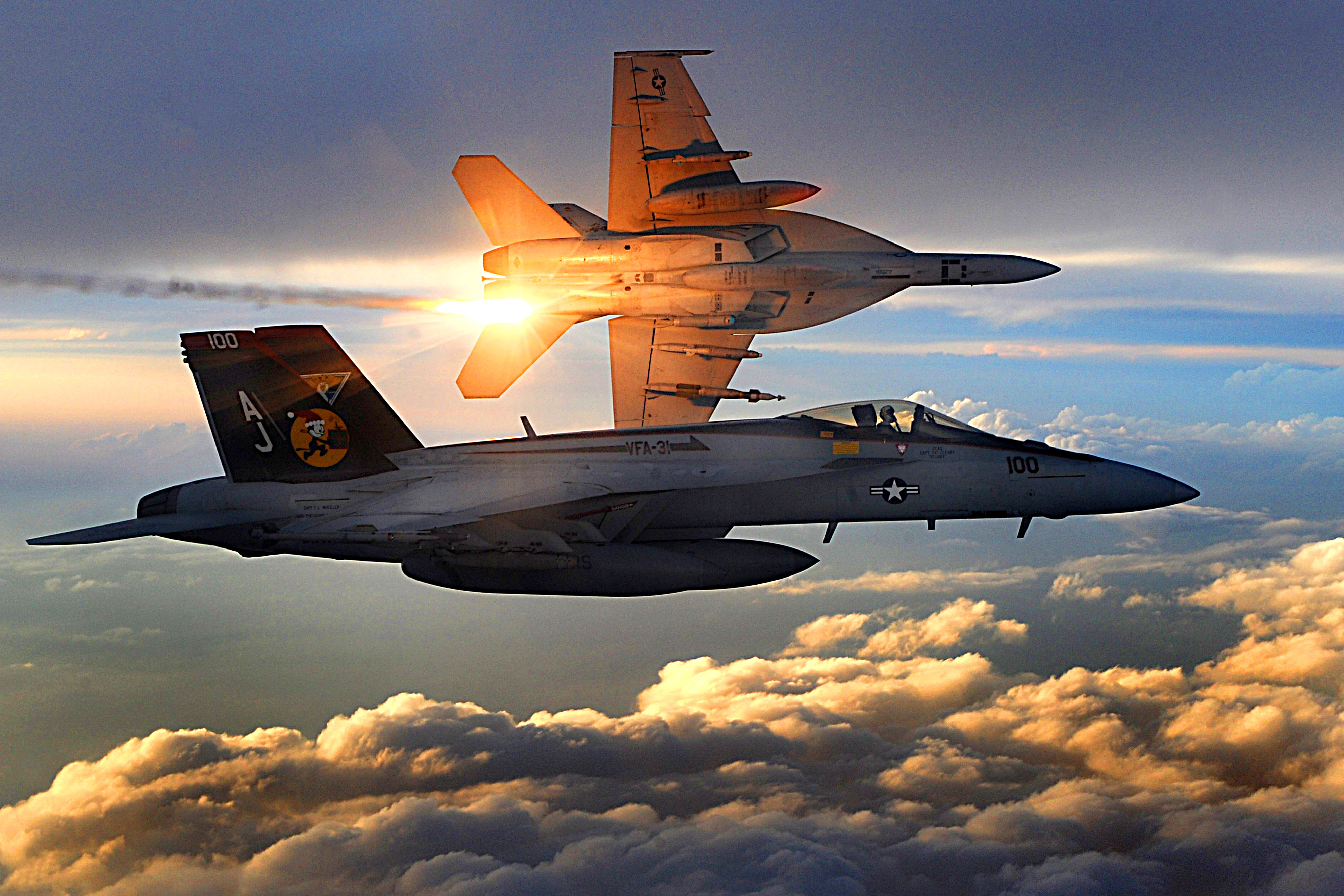
VFA-31的F/A-18“超级大黄蜂”正在阿富汗上空进行空中战斗巡逻，2008年12月15日

### 视频剪辑
- YouTube上的A candid music video recorded by VF-31's F-14 pilot tanking for the last time with a KC-135, titled "Boom Operator"，2006年2月7日访问记录,2009年2月1日。

Template:美国海军航空中队